# Ahmed Akkari
Ahmed Akkari (født 1978 i Libanon), er en dansk politisk aktivist, som primært blev kendt i forbindelse med krisen omkring Muhammed-tegningerne i Jyllands-Posten.

## Baggrund
Akkari og hans familie kom til Danmark i 1985, efter at familiens hjem i Tripoli i det nordlige Libanon blev bombet. De bosatte sig i Hurup i Thy, men vendte efter eget valg tilbage til Libanon i 1991. Året efter ønskede familien imidlertid at vende tilbage til Danmark, hvilket dog ikke umiddelbart var muligt. Først efter at Ahmed Akkari havde været i medierne, fik familien humanitær asyl.
Akkari erindrede hjemmet som nærmest antireligiøs der ikke var interesseret i at Akkari skulle komme i kontakt med de traditionelle indvandrermiljøer, men at han i stedet skulle lære dansk så hurtigt som muligt og gå til fodbold.
Ahmed Akkari er uddannet lærer fra Århus Seminarium.
Han var indtil 2000 ansat på Lykkeskolen i Aarhus.
Under Muhammedkrisen blev han talsmand for gruppen af danske imamer og muslimske organisationer, der ønskede at protestere imod publiceringen af tegningerne i Jyllands-Posten. Krisen gav anledning til stor debat om Akkaris person.
I august 2008 flyttede han til Narsaq, Grønland, hvor han underviste på folkeskolen Narsap Atuarfia i Sydgrønland  i engelsk og dansk. Hans flytning og virke gav i øvrigt anledning til en del debat i Grønland.
Han flyttede i efteråret 2010 fra Grønland og til Libanon, men rejste en del rundt, før han i sommeren 2013 vendte tilbage til Danmark.
I august 2013 stod Akkari offentligt frem og gav sin version af historien om, hvad der skete under Muhammedkrisen, og han tog kraftigt afstand fra sine tidligere handlinger. Han hævdede nu at være fortaler for ytringsfrihed og demokrati og gav en offentlig undskyldning til Naser Khader, Kurt Westergaard og Anders Fogh Rasmussen. Hans udmeldinger førte til trusler imod hans sikkerhed, og han måtte gå under jorden i en periode, indtil han i sommeren 2014 igen flyttede til Grønland.
Akkari har været libanesisk gift, og har to sønner og en datter.
Han blev dansk statsborger i 2005, men hans kone og børn er i Libanon, da de ikke har kunnet blive familiesammenført på grund af tilknytningskravet. Han blev i 2013 skilt fra hustruen, som stadig bor i Tripoli med parrets tre børn.

## Politik
Akkari offentliggjorte den 9. juni 2020 et nyt politisk parti med navnet "Nyt centrum-venstre", der er stiftet sammen med Hanna Ziadeh og Jens Baj.

## Holdninger og synspunkter på islamisme og integration af muslimer
På grund af sin fortid som islamisk fundamentalist har Akkari haft oplevelser tæt på de ledende cirkler i islamistiske miljøer, og efter at han gjorde op med sin fortid, har han brugt sin viden hyppigt i debatten om integration af muslimer og islamisk fundamentalisme. Han mener, at forsøget på at integrere muslimer i det hele taget er en fiasko, og har rettet kritik mod danske islamforskere, som han mener har manglet mod til at se problemet i øjnene. Bl.a. har Akkari nævnt forskere som Jørgen Bæk Simonsen og Jakob Skovgaard-Petersen samt Jesper Petersen som problematiske, hvor f.eks. den sidstnævnte har afvist, at imamer skulle spille en afgørende rolle som meningsdannere for danske muslimer, hvilket Akkari helt afviser. Akkari mener, at mange danske islamforskere underkender eller underspiller, hvor grelt det står med islamiske miljøer, og på spørgsmålet om hvorfor forskerne skulle dække over for problemerne, svarede Akkari at det skyldes at de enten er konverteret og prøver at hjælpe islam lidt, eller også er de bange for bølger af had, hvis folk finder ud af, hvor galt det står til, og derfor prøver at glatte ud.
Akkari mener, at der findes islamistiske kræfter, der holder muslimer i vestlige lande indespærret i et slags mentalt parallelsamfund, og hvor imamer udnytter det Akkari kalder ”et skjult magtmonopol”, hvilket Akkari selv udnyttede dengang han var imam. Han peger på, at der siden 1980erne har været en bølge af islamisk missionæring fra lande som Saudi Arabien og andre religiøse muslimske stater, der har påvirket muslimerne negativt i Europa. Akkari har også rettet kritik mod yderpolitiske partier, og langet efter både venstre- og højrefløjen, som han mener vanskeliggør integrationen af muslimer. F.eks. har højrefløjens uforsonlige og generaliserende retorik skubbet muslimerne i armene på venstrefløjen, der igen af misforstået tolerance har accepteret de mest konservative kræfter i muslimske miljøer, og peget på Enhedslisten og De Radikale som i Folketingsvalget 2019 søgte stemmer via muslimske foreninger i udsatte områder. Akkari finder det kritisk og udtaler i den sammenhænng at: ”Det går ud over dem, der i forvejen er ressourcesvage, fordi de går til eliten i håbet om flere rettigheder, men eliten bruger dem til at få magt og holder dem fast i traditionalisme. Det er en forkert vej at gå”.

## Samfundsdebat og kontroverser
Akkari har gentagne gange markeret sig i den offentlige danske debat og ikke sjældent skabt kontroverser, særligt i forbindelse med Muhammedkrisen.[kilde mangler]
Akkari optrådte første gang i de danske medier i Aalborg Stiftstidende. Avisens artikler betød at familien fik humanitær asyl.
Han optrådte igen i 1994 som 14-årig i radiomontagen På flugt i Danmarks Radio. Her blev han fremstillet som en provinsteenager, der ville spille fodbold og hvis familie havde rejst tilbage til Libanon da han var 11 år, og hvor de fik deres danske opholdstilladelse inddraget.